# Trojanki

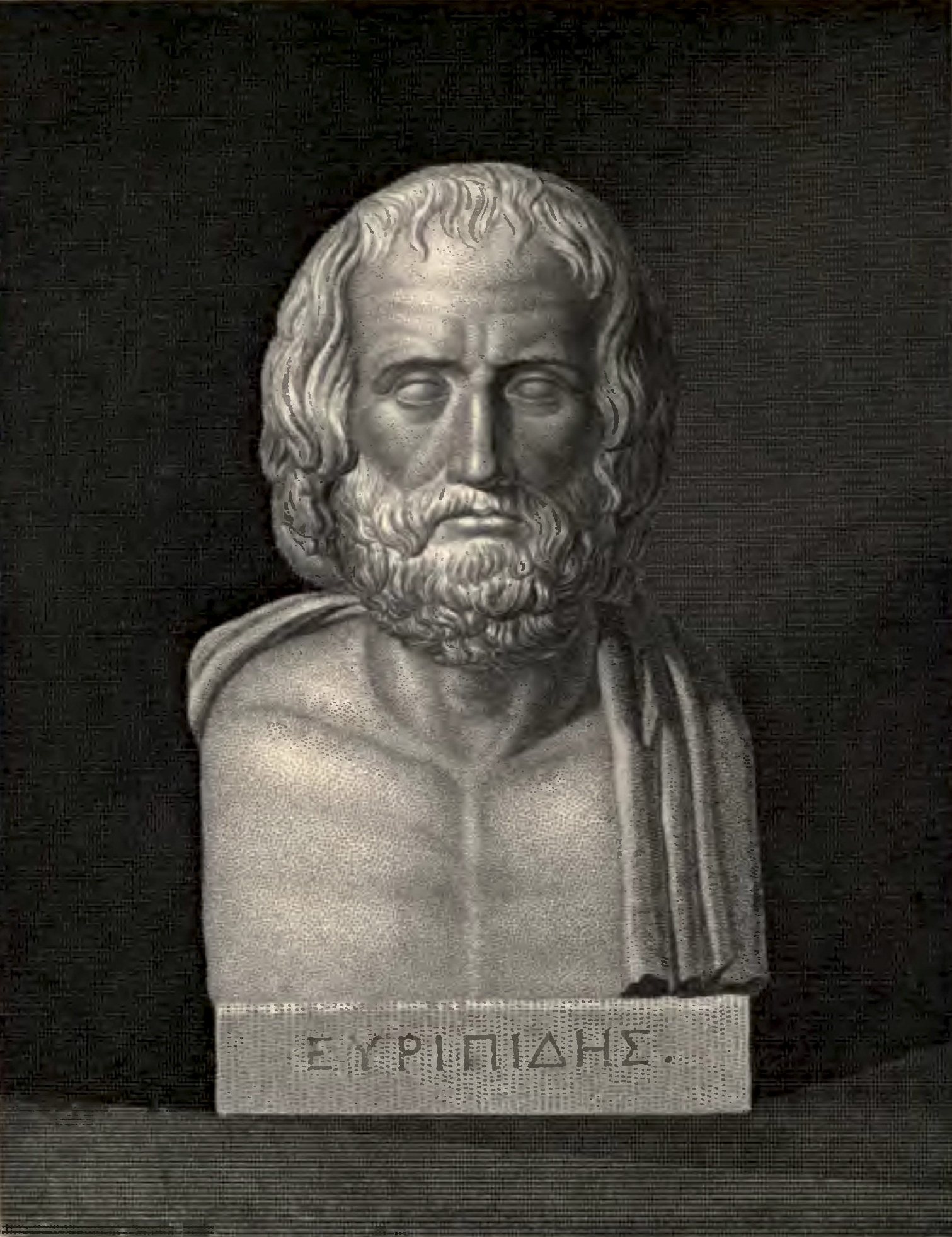
Eurypides

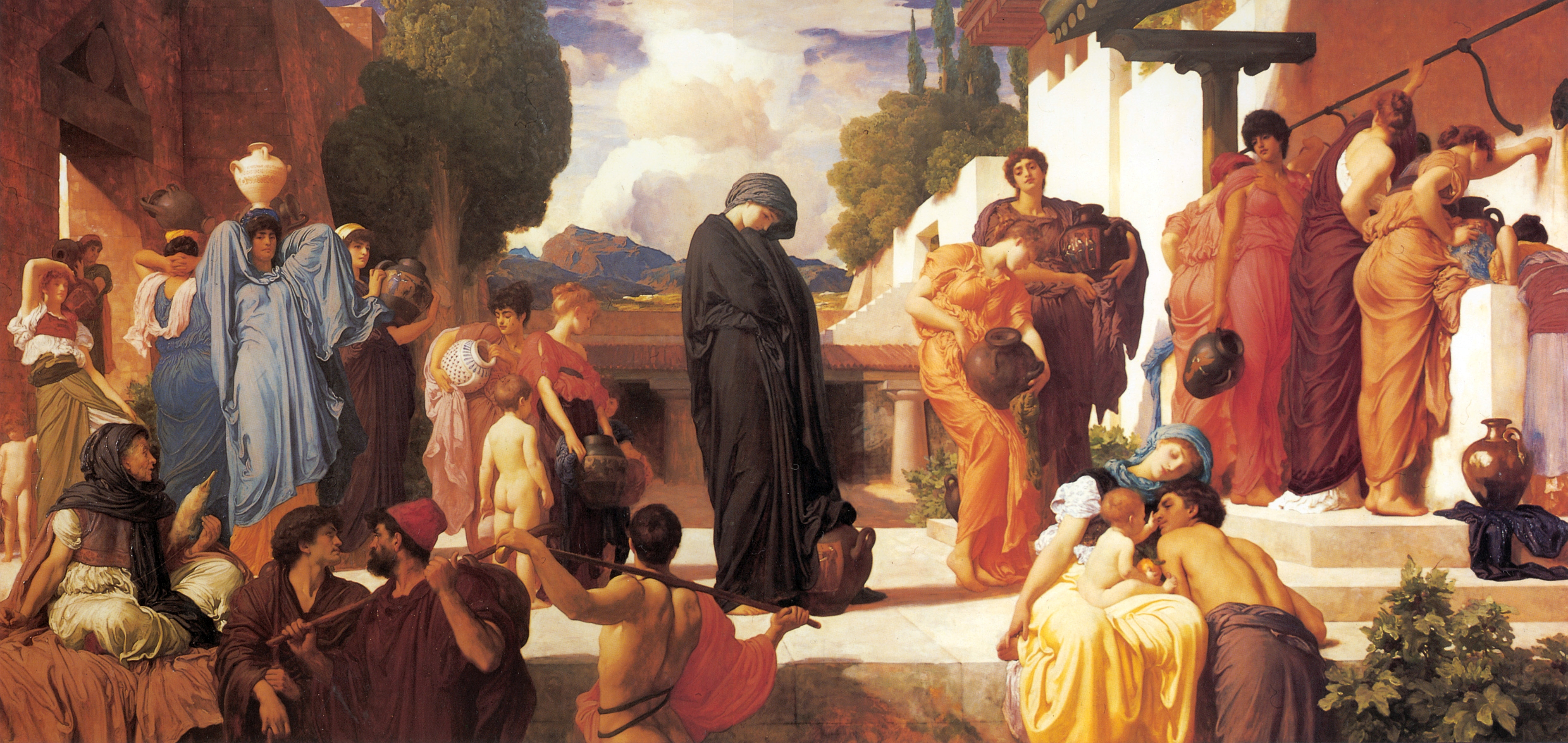
Frederic Leighton, Andromacha w niewoli

Trojanki – klasyczna tragedia grecka napisana przez Eurypidesa w V w. p.n.e., wystawiona w 415 p.n.e. Jest to jedno z 18 zachowanych do dzisiaj dzieł tego autora. Stanowi część trylogii trojańskiej wraz z niezachowanymi sztukami Aleksander i Palamedes. Nowatorstwo utworu polega na zestawieniu ciągu scen obrazujących w skrócie zagładę Troi. Tragedia przedstawia trojańskie kobiety przebywające w greckiej niewoli. Piotr Wojciech Kotlarz podkreśla, że sztuce tej Eurypides zrywa z heroicznym ukazywaniem wojny trojańskiej jako wielkiego zwycięstwa Greków, koncentrując się na grabieżach i okrucieństwach popełnianych przez greckich wojowników.
Osobami dramatu są bóg Posejdon, bogini Atena, Hekabe, niegdyś królowa Troi, Kasandra, jej córka, Andromacha, wdowa po Hektorze, Menelaos, król Myken, Helena, jego żona, i grecki woźny Taltybios. Oprócz tego w sztuce występuje chór branek trojańskich.
Sztuka ta została sparafrazowana przez francuskiego filozofa i pisarza Jeana Paula Sartre’a.
Na język polski tragedię tę przetłumaczył między innymi Jan Kasprowicz.
Trojanki są sztuką w dalszym ciągu wystawianą w polskich teatrach. Tragedia ta została sfilmowana przez Michaela Cacoyannisa. W rolach głównych wystąpiły Katharine Hepburn (Hekabe), Vanessa Redgrave (Andromacha) i Irene Papas (Helena).